# Luo Longxiang
Luo Longxiang (chinesisch 罗隆翔, Pinyin Luō Lóngxiáng; * 1981 in der Provinz Guangxi) ist ein chinesischer Science-Fiction-Schriftsteller. Sieben seiner Werke wurden mit dem Galaxy Award ausgezeichnet.

## Leben
Luo Longxiang begann im Jahr 2003 mit der Veröffentlichung von Kurzgeschichten. Inzwischen lebt er abgeschieden von den Metropolen und widmet sich ganz dem Schreiben. Seine Fans bezeichnen ihn aufgrund dessen als „Meister Luo“.

## Bibliographie (Auswahl)
- 寄生之魔, jìshēng zhī mó [„Der Teufel der Biologie“]; veröffentlicht im Jahr 2002. Neulingsauszeichnung des Galaxy Award 2003.[3][2]
- 在他乡, zài tāxiāng [„In einem fremden Land“]; veröffentlicht im Jahr 2006. Ausgezeichnet mit dem Galaxy Award 2007.[3][2]
- Away from Home; veröffentlicht im Mai 2016 im Clarkesworld Magazin[1]
- The Foodie Federatio Dinosaur's Farm; veröffentlicht im September 2018 im Clarkesworld Magazin[1]
- Hotel Titania; Originaltitel 泰坦尼亚客栈 (Pinyin tàitǎn ní yǎ kèzhàn); veröffentlicht in „Volksliteratur“ im November 2019; auf Deutsch erschienen in der Anthologie Quantenträume, ISBN 978-3-453-31904-2.